# 海新東洋鰃
海新東洋鰃為輻鰭魚綱金眼鯛目金鱗魚亞目金鱗魚科的其中一種，分布於西大西洋區，從美國佛羅里達州至千里達海域，棲息深度1-70公尺，體長可達18公分，棲息在淺水的礁石區，可做為食用魚。